# Bāb Torsh
Bāb Torsh (persiska: باب ترش) är en ort i Iran.   Den ligger i provinsen Kerman, i den sydöstra delen av landet, 900 km sydost om huvudstaden Teheran. Bāb Torsh ligger 2 396 meter över havet och antalet invånare är 151.
Terrängen runt Bāb Torsh är huvudsakligen kuperad, men söderut är den platt. Bāb Torsh ligger nere i en dal.Runt Bāb Torsh är det glesbefolkat, med 17 invånare per kvadratkilometer. Närmaste större samhälle är Darb-e Behesht, 10,7 km sydväst om Bāb Torsh. Trakten runt Bāb Torsh består i huvudsak av gräsmarker.